# Adam Myjak

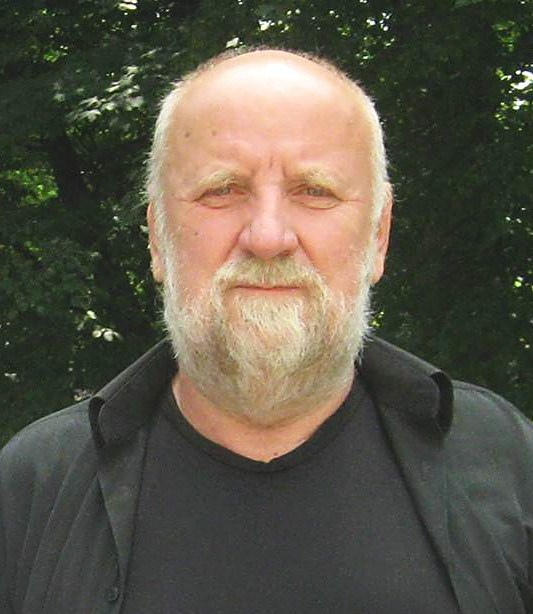
Adam Myjak, 2011.

Adam Myjak (* 3. Januar 1947, Stary Sącz Woiwodschaft Krakau; gest. 5. April 2025) war ein polnischer Bildhauer, Medailleur und Professor an der Akademie der Bildenden Künste Warschau, wo er mehrfach zum Rektor gewählt worden war (1990, 1996, 1999, 2012).

## Leben
Adam Myjak verlebte seine Kindheit in Częstochowa, wo er auch die Grundschule besuchte. 1958 zog die Familie mit fünf Kindern nach Sandomierz. Dort ging er 1965 an das Lyzeum Collegium Gostomianum. Aufgrund seiner künstlerischen Interessen begann er im selben Jahr sein Studium an der Fakultät für Bildhauerei der Akademie der Bildenden Künste in Warschau unter der Leitung von Stanisław Słonina, Stanisław Kulon und Marian Wnuk.
Er wurde ständiger Mitarbeiter seiner Alma Mater. Zwischen 1979 und 1981 erhielt er ein Kunststipendium der Universität Duisburg, wo er an der Fakultät der Schönen Künste der dortigen Universität Bildhauerei unterrichtete.
An der Akademie der Bildenden Künste durchlief er alle Ebenen der akademischen Laufbahn und war Assistent des Titularprofessors. Er wurde mehrfach Rektor der Universität (1990–1996, 1999–2006, 2012–2020).
Im Jahr 2009 wurde er Mitglied der Akademie der Künste und Wissenschaften (Polska Akademia Umiejętności).
Er war Redakteur der Zeitschrift „Orientacja“ und der Jugend-Monatszeitschrift „Nowy Wyraz“ und war mit den März-Unruhen 1968 in Polen verbunden. Er war 1971 und 1974 Stipendiat des Ministeriums für Kultur und Kunst. 1979 erhielt er den Preis des Premierministers.
2005 erhielt er die Gloria-Artis-Medaille für kulturelle Verdienste aus den Händen des Kultur-Ministers Waldemar Dąbrowski.
2020 erhielt er für seine organisatorischen Leistungen den Preis des Kulturministers für das Kulturerbe.
Adam Myjak starb am 5. April 2025 im Alter von 78 Jahren.

## Werke

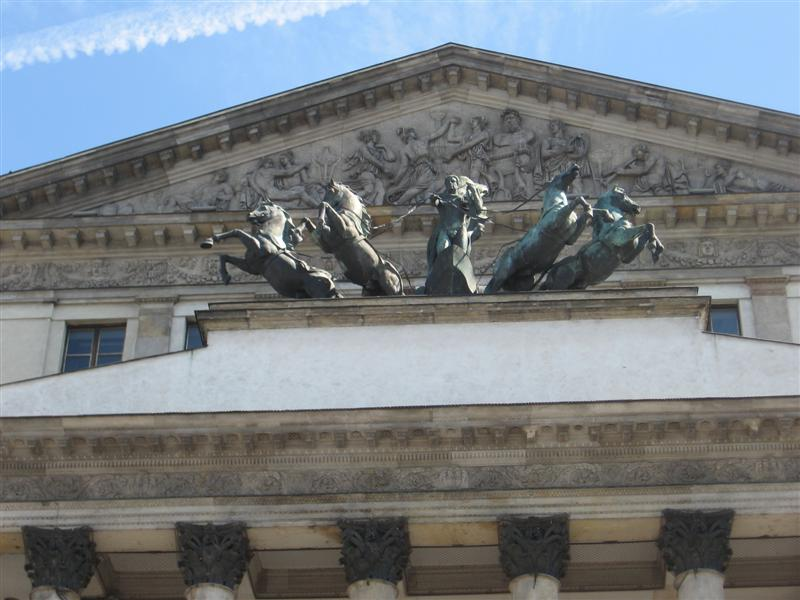
Apollo-Quadriga am Gebäude des Großen Theaters in Warschau 2002 von Myjak und Antoni Janusz Pastwa

Myjak hatte 50 Einzelausstellungen in Polen und im Ausland, darunter 1981 im Lehmbruck-Museum in Duisburg, 1989 im Kunstmuseum Bochum (Bochum), 1991 im Institut für Polnische Kultur in Prag, 1993 in der Galerie Zachęta in Warschau, im Skulpturenzentrum in Polen in Orońsko, 1994 im Muzeum Rzeźby in Białystok und 1999 in der Studio Gallery in Warschau. Er nahm an Gruppenausstellungen polnischer Kunst in Polen und im Ausland teil.
Er war außerdem Urheber der folgenden Projekte:
- Denkmäler – 1970: Denkmal für das blutende Pferd (pomnik konia-krwiodawcy, Entwurf: M. Wnuk; zusammen mit Janusz Pastwa in Dralewo)[7] 1983: Katyn-Denkmal für die sogenannte Dolinka Katynska auf dem Powązki-Militärfriedhof in Warschau (errichtet, aber aus politischen Gründen nicht aufgestellt; pomnik katyński, tzw. Dolinki Katyńskiej, Powązkach Wojskowych),[7] derzeit vor der Konkathedrale Unserer Lieben Frau vom Sieg in Kamionek (Konkatedra Matki Bożej Zwycięskiej w Warszawie), 1984: Tadeusz Kościuszko-Denkmal in Połaniec, Denkmal für Kardinal Stefan Wyszyński in Zalesie bei Warschau, Homo Homini-Denkmal in Kielce, zwei Büsten von Tadeusz Mazowiecki in Warschau.[8]
- Skulpturen: in Orońsko, Wuppertal, Mülheim an der Ruhr, Duisburg, Düsseldorf
- Medaillen: Johannes Paul II., Paderewski, Słowacki, Kusociński, Moniuszko, Penderecki, Nikolaus Kopernikus;
- Raumgestaltung: Kirche des Heiligen Kreuzes in Warschau – Flachrelief Unserer Lieben Frau von Katyn, Neubau der Universitätsbibliothek Warschau (Vollskulptur) – 1999.
- Bühnenbilder: Für das Stück „Prometheus“ im Zeitgenössischen Theater in Breslau und Werke in den Sammlungen des Nationalmuseums in Warschau, Krakau, Posen, Breslau, Stettin, des Schlesischen Museums in Kattowitz, des Museums in Bochum, des Lehmbruck-Museums in Duisburg, der BWA-Galerie, privater Sammlungen in Polen und im Ausland.